# Rossinyol de terrissa
El rossinyol de terrissa és un instrument de vent, de buf humà, dels anomenats d'imitació de sons, que la mainada emprava per imitar el cant del rossinyol, d'on li ve el nom. De fet, és un cantiret de terrissa, omplert d'aigua que s'havia de bufar pel broc petit. Emetia, aleshores, un so melodiós, amb redoblaments brillants, molt semblants als del rossinyol.
A Llofriu, els rossinyolets de terrissa, que emprava la mainada, tenien forma de gall, perquè s'emprava durant la Missa del Gall, encara que també en altres cerimònies religioses. Segurament, aquesta afecció infantil de fer sonar el rossinyol a les esglésies ve de la tradició que hi havia antigament d'acompanyar el so de l'orgue, que no s'havia tocat en tot l'advent per les raons d'austeritat pròpies d'aquest temps, amb què es recorria a instruments simples i populars.
La gent feia una gatzara, dins de l'església, que desdeia molt de la severitat litúrgica del Nadal. Per augmentar la bullícia, als llocs de culte més importants, com ara la catedral de Barcelona, hom bellugava la carassa del moro de sota l'orgue, amb què s'anunciava que també ell volia festejar el naixement de Jesucrist, alhora que des del presbiteri es feien volar coloms, per la qual cosa l'església s'omplia de més esvalot encara, enmig del qual el cant dels rossinyols que bufaven els infants amb prou feines es devia sentir.
Els terrissaires amb més anomenada en l'elaboració de rossinyols eren els de la Bisbal d'Empordà i La Jonquera.